# Historia architektury

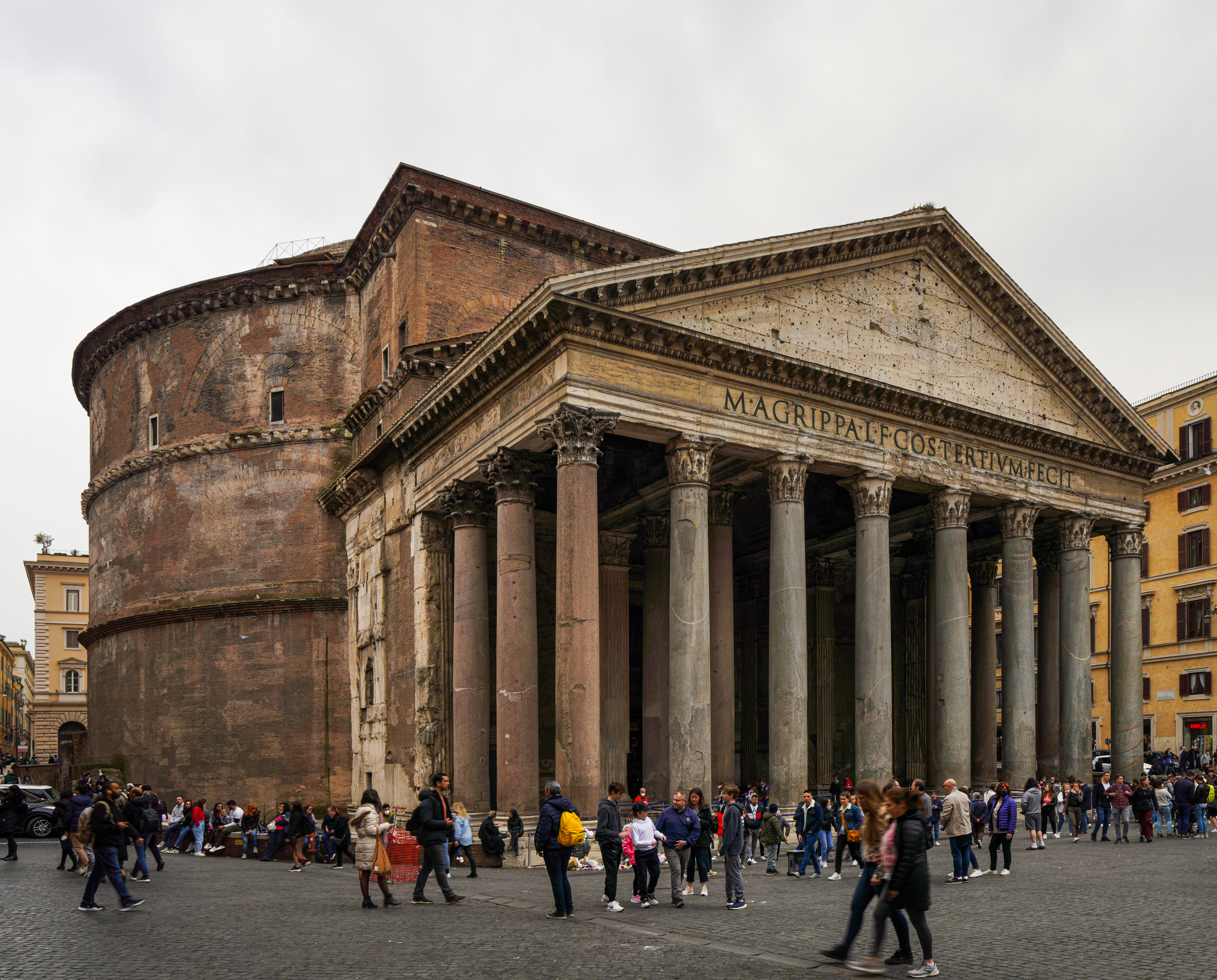
Starożytny Rzym: Panteon

Historia architektury – nauka opisująca estetyczny i techniczny rozwój architektury, a także budownictwa od początków ludzkiej działalności budowlanej do chwili obecnej. Historia architektury zajmuje się także związkami architektury z rozwojem techniki, czynnikami klimatycznymi, ekonomicznymi, socjologicznymi oraz polityczno-ideologicznymi i religijnymi.
Najczęstszym ujęciem historii architektury związanej z europejskim, okcydentalnym kręgiem kulturowym aż do wieku XIX jest periodyzacja posługująca się podziałem na epoki stylistyczne. Według takiego podziału cała działalność budowlana danego okresu i terytorium może być scharakteryzowana i opisana przy pomocy skodyfikowanych cech stylistycznych.

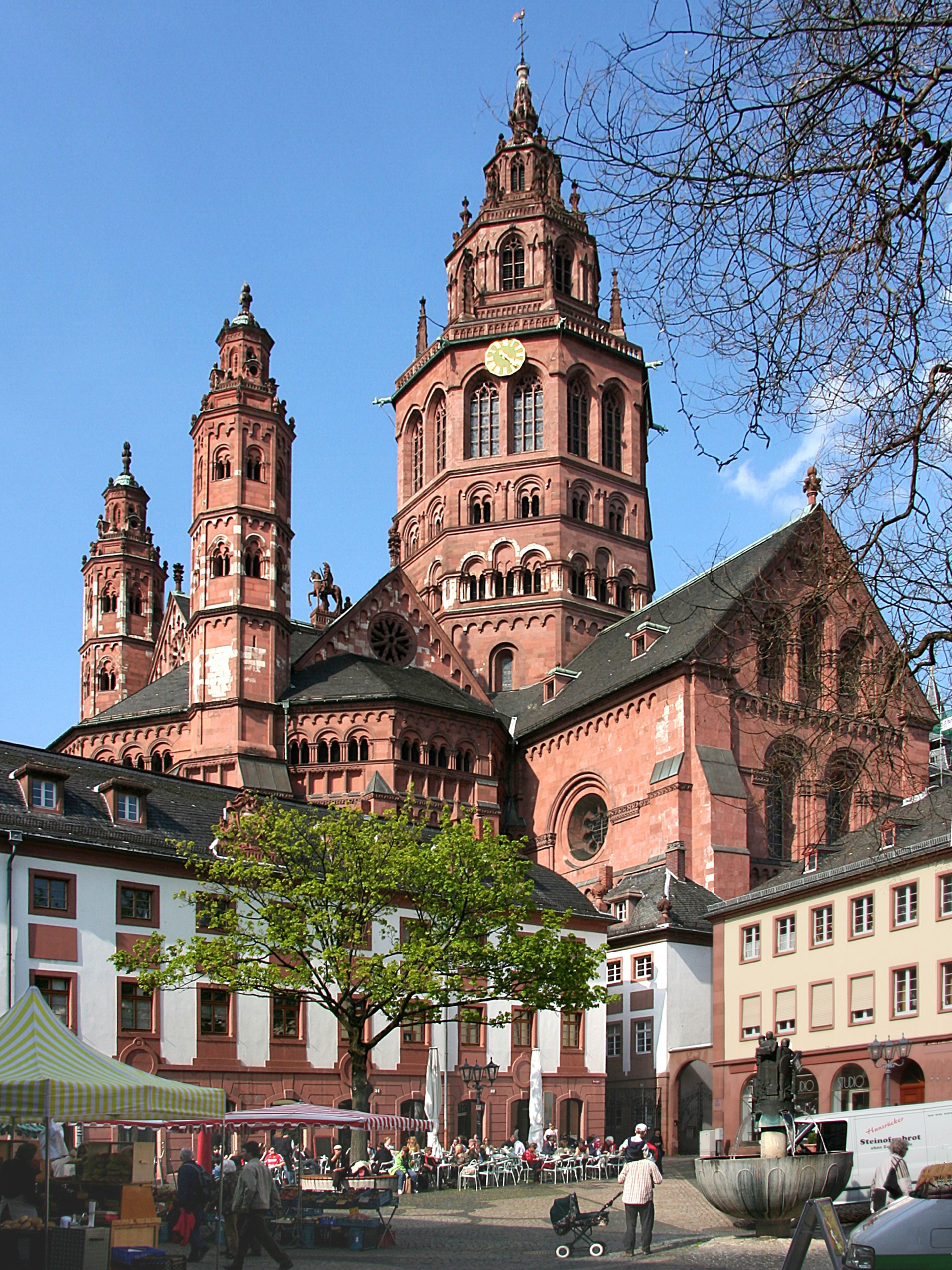
Romanizm: Katedra w Moguncji
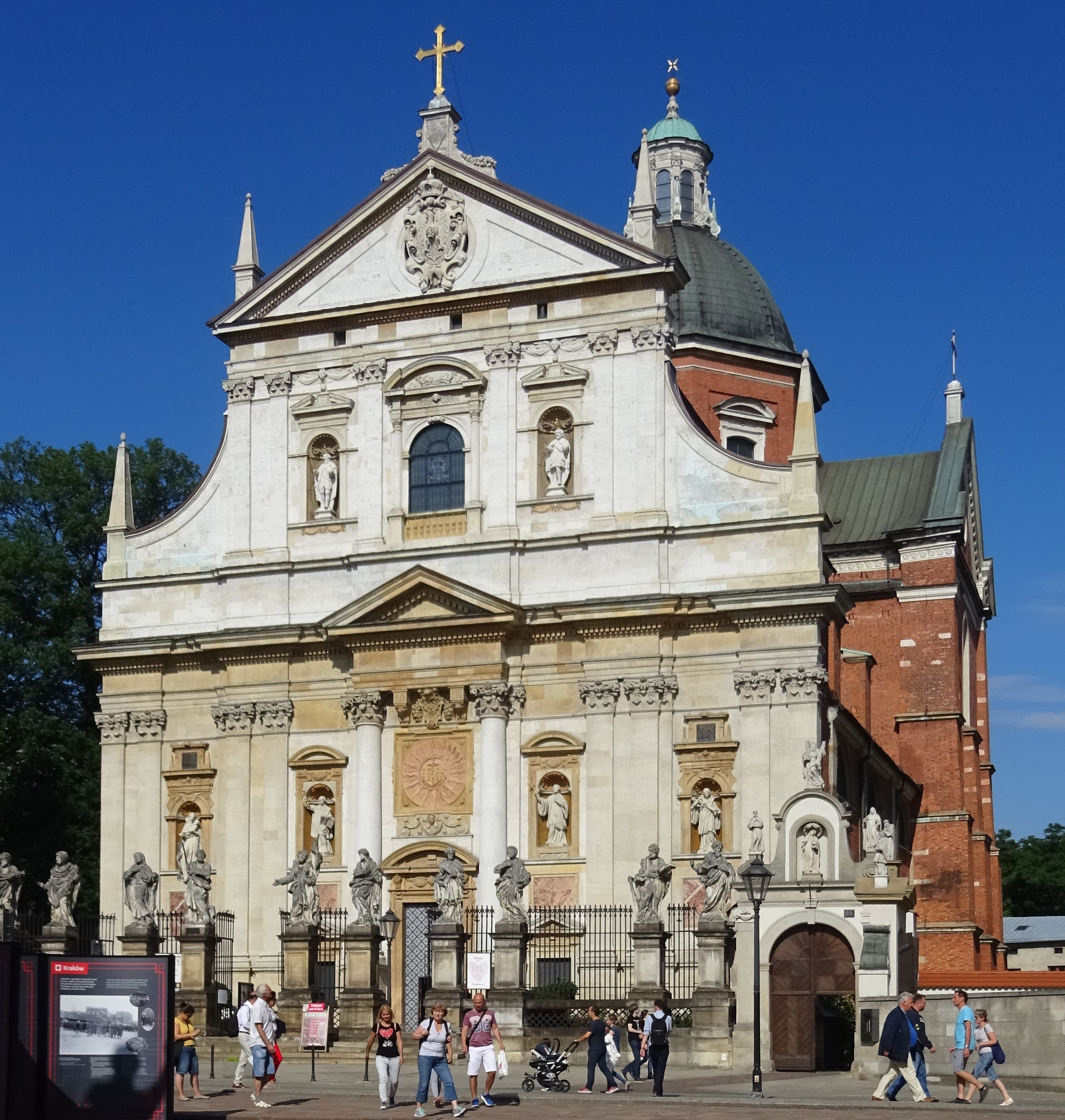
Barok: Kościół Piotra i Pawła w Krakowie
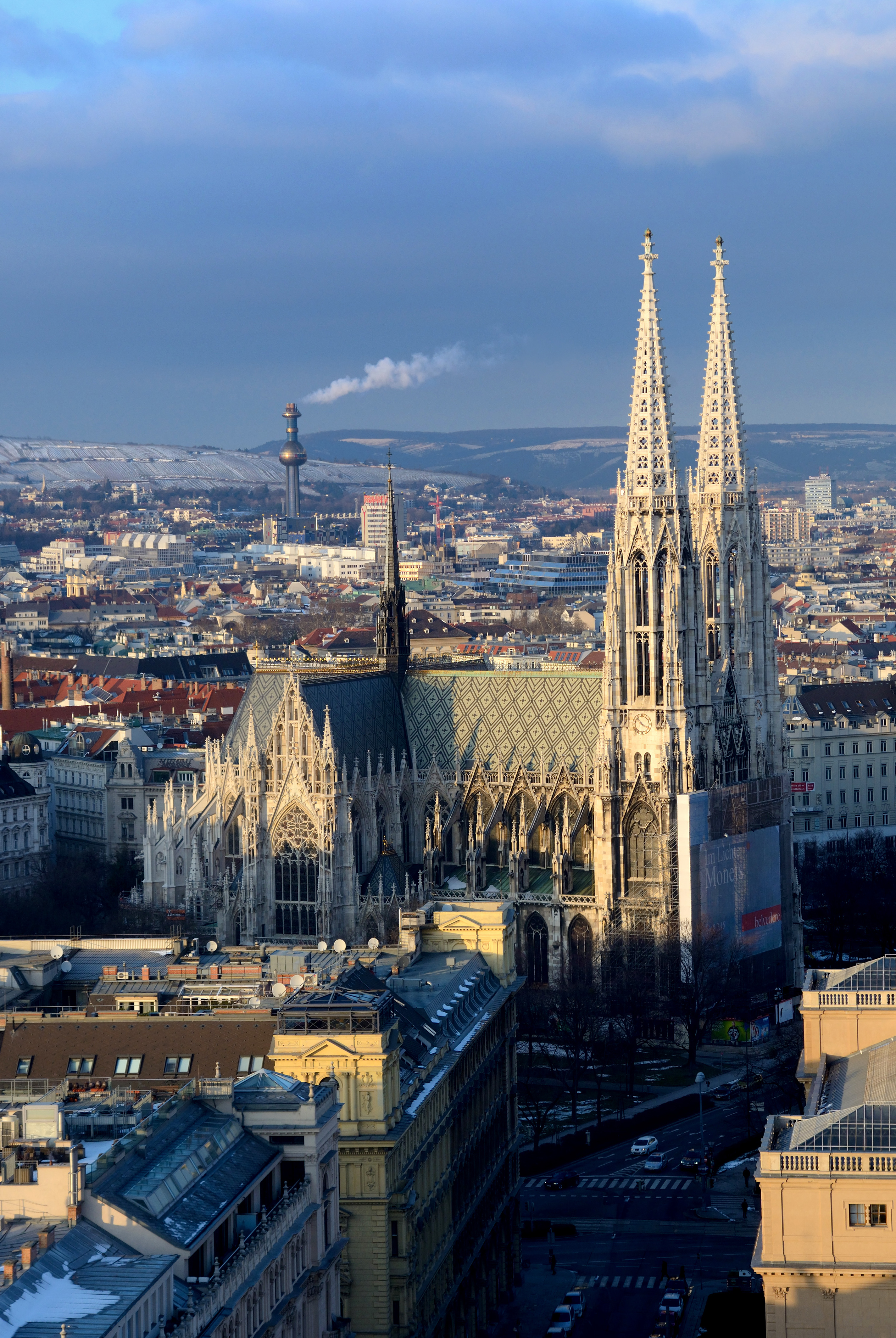
Neogotyk: Kościół Wotywny w Wiedniu
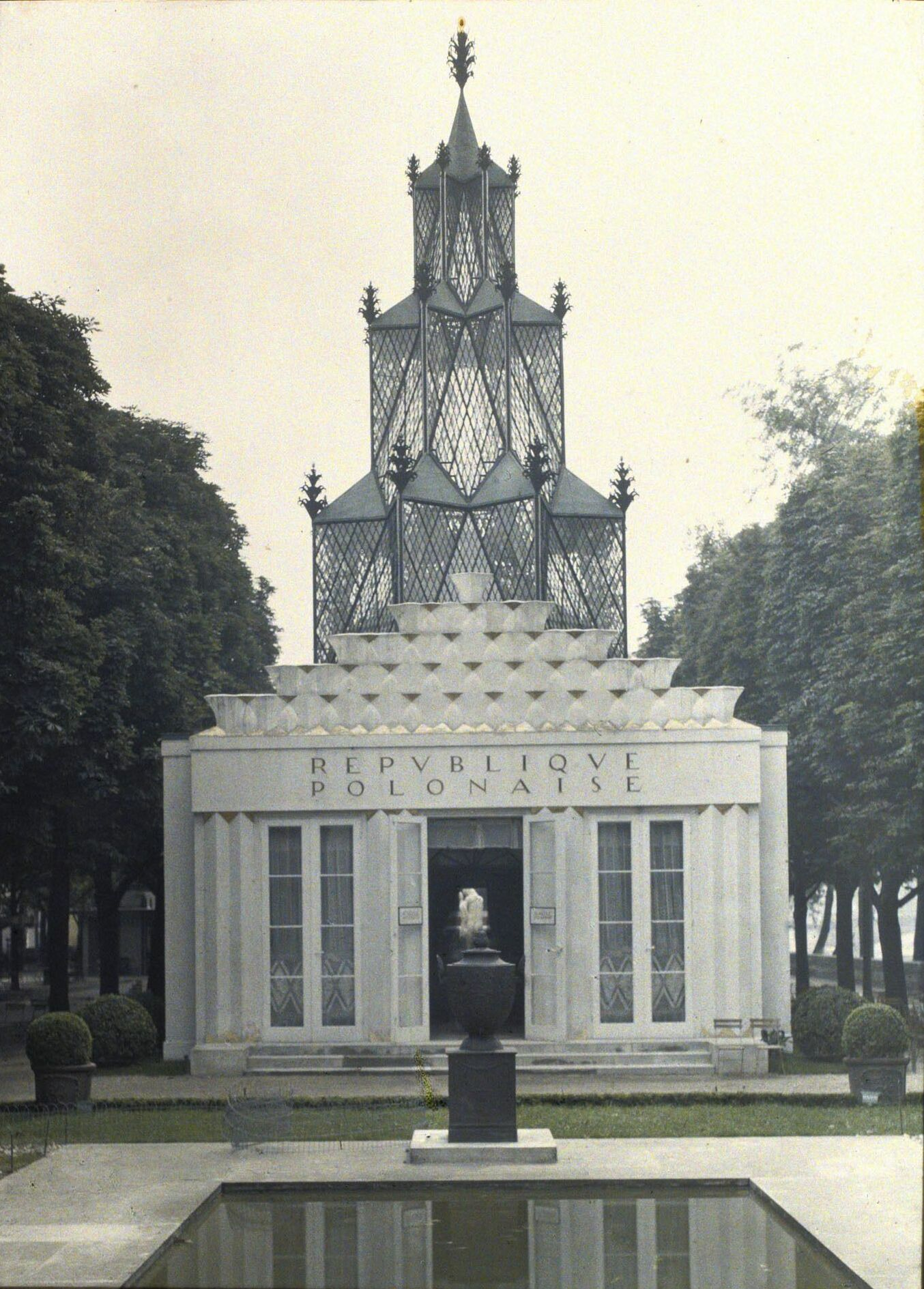
Art déco[3] polski pawilon w Paryżu (1925)
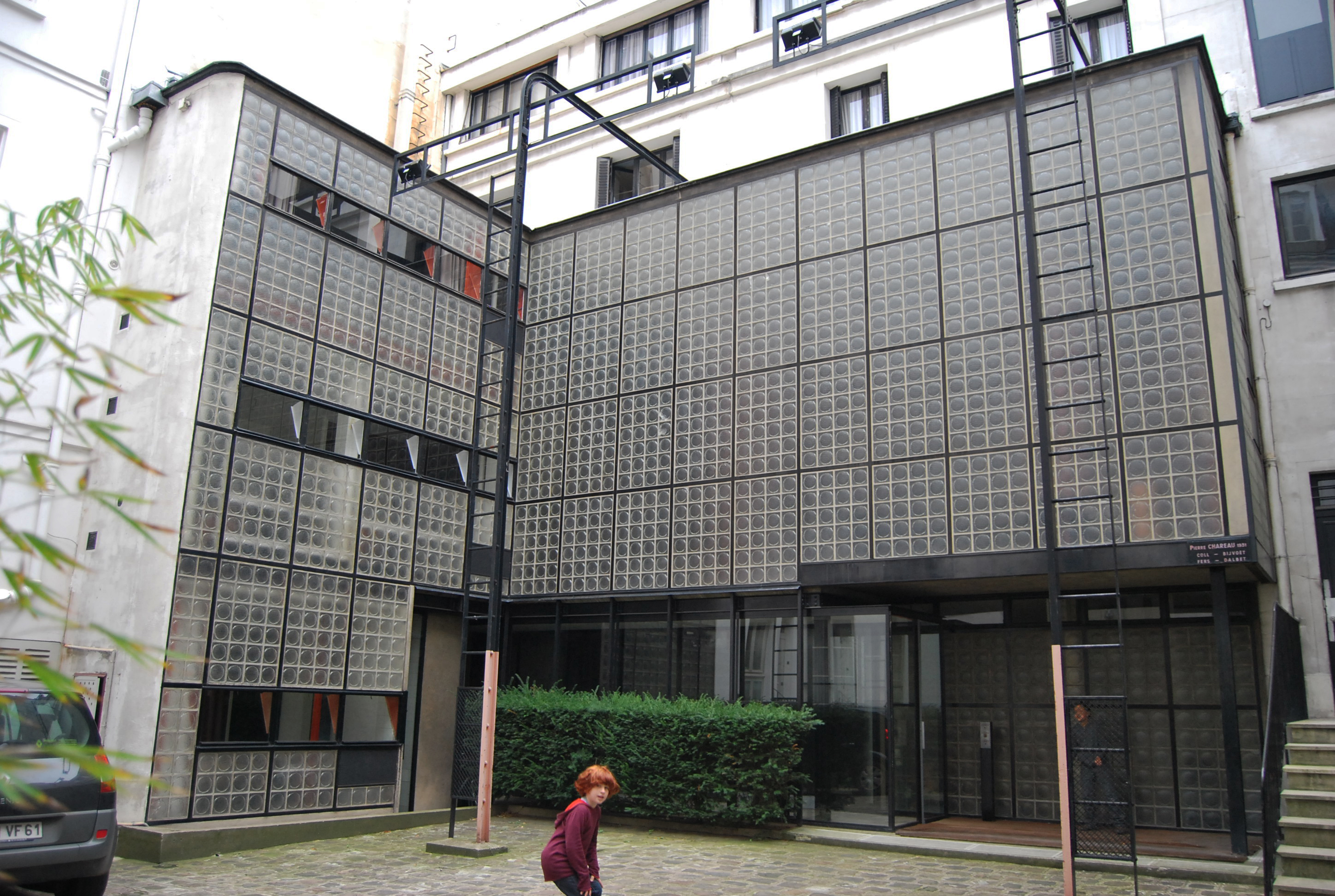
Modernizm. Szklany Dom w Paryżu, 1931
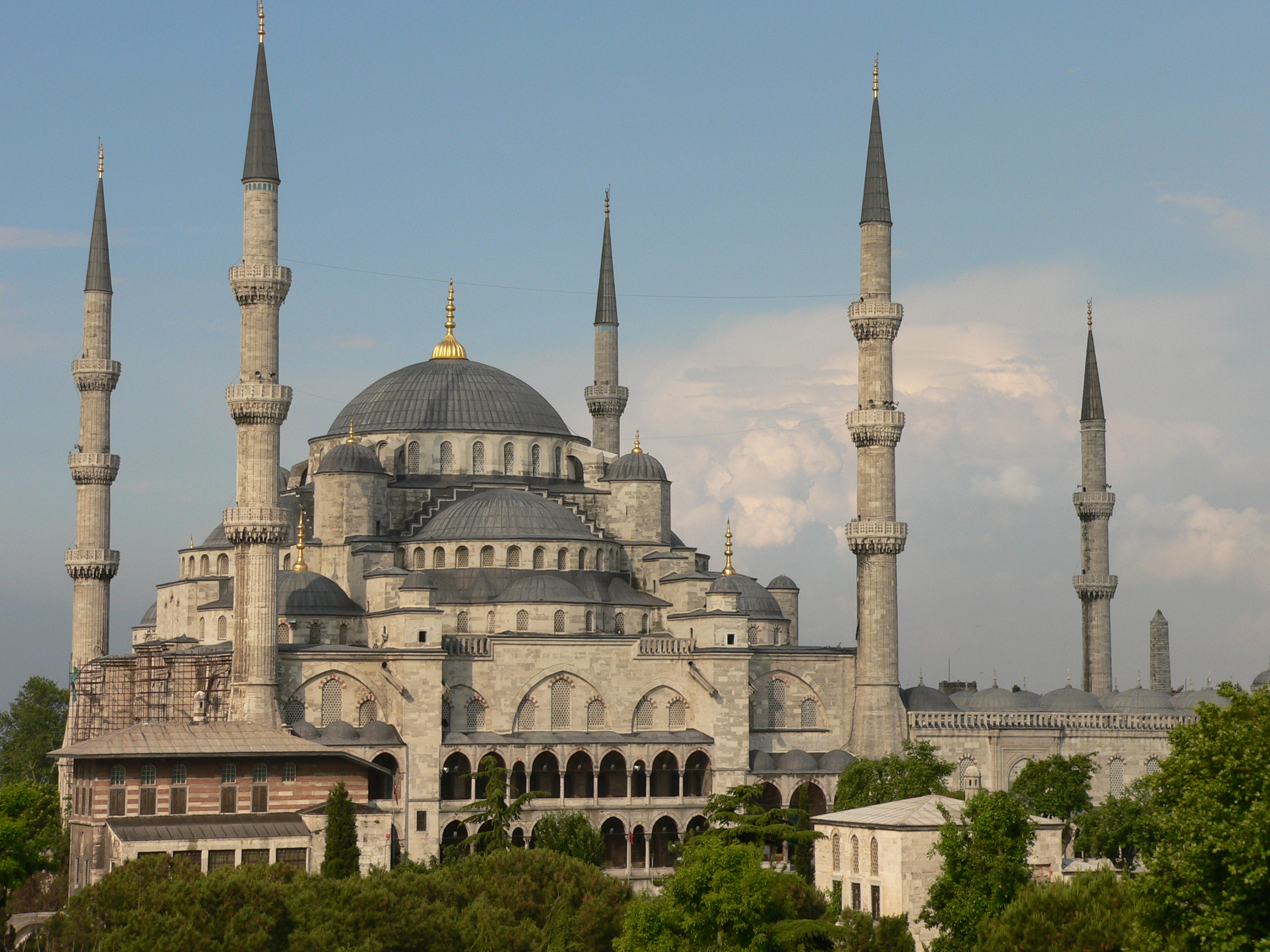
Islam: Błękitny Meczet w Stambule
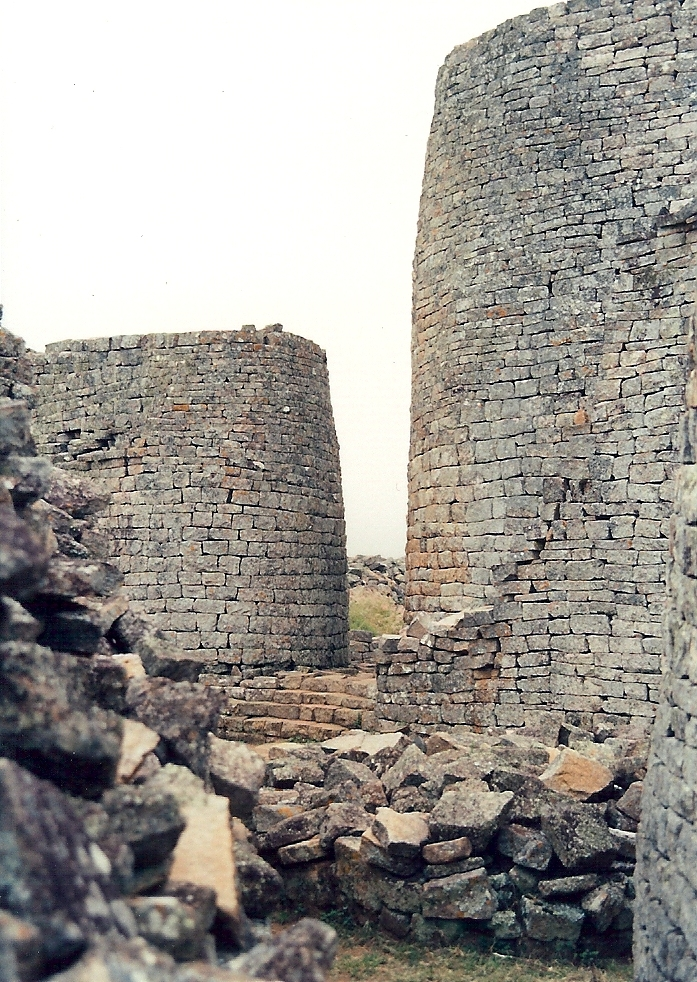
Architektura Afryki: Wielkie Zimbabwe

Historykami architektury są zwykle osoby z wykształceniem z dziedziny architektury lub historii sztuki.

## Podstawowe epoki i style architektoniczne w europejskim, okcydentalnym kręgukulturowym

### Architektura prehistoryczna
- sztuka prehistoryczna

### Architektura starożytna
- starożytny Egipt
- starożytna Mezopotamia
- starożytna Persja
- sztuka egejska
  - sztuka cykladzka
  - sztuka kreteńska
  - sztuka helladzka (sztuka mykeńska)
- architektura klasyczna
  - Grecja starożytna
    - okres archaiczny – od 1200 p.n.e. do 480 p.n.e.
    - okres klasyczny – od 480 p.n.e. do 323 p.n.e.
    - okres hellenistyczny – od 323 p.n.e. do 30 p.n.e.

  - Rzym starożytny

### Architektura średniowiecza
- wczesne chrześcijaństwo
  - architektura koptyjska
- Bizancjum
- okres przedromański
- romanizm
- gotyk

### Architektura nowożytna
- architektura renesansu
- architektura baroku
  - rokoko
- architektura klasycystyczna

### Architektura XIX w.
| Główny nurt        | Styl               | Lata trwania | Przedstawiciele | Przykład (Świat)               | Przykład (Polska)                                 |
| ------------------ | ------------------ | --- | --- | ------------------------------ | ------------------------------------------------- |
| Historyzm          |                    | | |                                |                                                   |
| neoromanizm        | 1744-1870          | Christoph Hehl, Franz Schwechten | Baszta Rybacka | Zamek Cesarski w Poznaniu      |                                                   |
| neogotyk           | 1750-1930          | Alexander Jackson Davis, James Wyatt, Teodor Talowski, Frederick Thomas Pilkington, William Burn, David Bryce, Imre Steindl, Charles Barry, Augustus Pugin | Katedra Kolońska | Kościół św. Józefa w Krakowie  |                                                   |
| neorenesans        | 1840-1890          | Charles Barry, Joseph Paxton, Teodor Talowski, Louis Marie Cordonnier, Peter Speeth, Henry Richardson                                                      | Zamek w Schwerinie | Kamienica Pod Osłem w Krakowie |                                                   |
| neobarok           |                    | | Opéra Garnier | Galeria Zachęta                |                                                   |
| eklektyzm          |                    | | Sagrada Família | Zamek Czocha                   |                                                   |
| neomauretanizm     |                    | | Forum Theatre (Melbourne) | Pałac w Osieku                 |                                                   |
| styl arkadowy      |                    | | Kościół Zbawiciela w Poczdamie | Kościół św. Trójcy w Toruniu   |                                                   |
| styl narodowy      |                    | | Sobór Chrystusa Zbawiciela w Moskwie | Willa „Koliba”                 |                                                   |
| Szkoła chicagowska | Szkoła chicagowska | koniec XIX wieku / początek XX wieu | William Le Baron Jenney, Henry Richardson, Burnham & Root, Holabird & Roche, Dankmar Adler, Louis Henry Sullivan | Brooks Building                | –                                                 |
| Secesja            | Secesja            | 1890–1925 | Franciszek Chełmiński, Lluís Domènech i Montaner, Michaił Eisenstein, August Endell, Max Fabiani, Max Hegele, Josef Hoffmann, Antoni Gaudí, Hector Guimard, Victor Horta, Gustaw Landau-Gutenteger, Dawid Lande, Charles Rennie Mackintosh, Franciszek Mączyński, Joseph Maria Olbrich, Josep Puig i Cadafalch, Fiodor Schechtel, Louis Sullivan, Henry van de Velde, Otto Wagner | Hackesche Höfe                 | Kamienica przy ul. Częstochowskiej 15 w Gliwicach |

### Architektura XX i XXI w.
- art déco
- modernizm (funkcjonalizm)
  - brutalizm
  - ekspresjonizm
  - futuryzm (Antonio Sant’Elia)
  - neoplastycyzm (abstrakcja geometryczna) (Gerrit Rietveld)
  - puryzm (skrajny funkcjonalizm) (Le Corbusier)
  - wczesny modernizm
  - konstruktywizm
  - styl międzynarodowy (Ludwig Mies van der Rohe)
  - styl okrętowy[5] (Bohdan Damięcki)
  - architektura organiczna
  - późny i krytyczny modernizm
  - modernizm w Polsce (polski corbusieryzm)[6]
  - poetycki funkcjonalizm[7] (Jacobus Johannes Pieter Oud)
  - romantyczny funkcjonalizm[8] (Jerzy Woyzbun)
  - zmodernizowany klasycyzm[9] (Aleksander Kodelski)
- tradycjonalistyczna architektura XX wieku
- postmodernizm
  - high-tech
  - dekonstruktywizm
  - neomodernizm

## Architektura innych rejonów świata
- architektura islamu
- architektura Indii
- architektura Dalekiego Wschodu
  - sztuka chińska
  - architektura Japonii
  - sztuka Korei
  - sztuka Tybetu
  - sztuka mongolska
- architektura Afryki
  - sztuka afrykańska
- architektura prekolumbijskiej Ameryki
  - sztuka Mezoameryki
    - sztuka Olmeków
    - sztuka Tolteków
    - sztuka Azteków
    - sztuka Zapoteków i Mixteków
    - sztuka Totonaków
    - sztuka Majów

  - kultury andyjskie
    - sztuka Inków